# Wauzeka (Town)
Die Town of Wauzeka ist eine von elf Towns im Crawford County im US-amerikanischen Bundesstaat Wisconsin. Im Jahr 2010 hatte die Town of Wauzeka 422 Einwohner.
Town hat in Wisconsin eine grundlegend andere Bedeutung, als im übrigen englischsprachigen Bereich. Vielmehr entspricht sie den in den anderen US-Bundesstaaten üblichen Townships, die nach dem County die nächstkleinere Verwaltungseinheit bilden.

## Geografie
Die Town of Wauzeka liegt im Südwesten Wisconsins, am Nordufer des Wisconsin River, einem linken Nebenfluss des Mississippi. Dieser bildet die rund 25 km westlich verlaufende Grenze zu Iowa. In der Mitte der Town mündet der Kickapoo River in den Wisconsin River. Nach Minnesota sind es rund 65 km in nordnordwestlicher Richtung; die Grenze zu Illinois verläuft 95 südlich.
Die geografischen Koordinaten des Zentrums der Town of Wauzeka sind 43°04′59″ nördlicher Breite und 90°55′52″ westlicher Länge. Sie erstreckt sich über eine Fläche von 112,9 km², die sich auf 109,4 km² Land- und 3,5 km² Wasserfläche verteilen. Im Süden umschließt die Town of Wauzeka die Gemeinde Wauzeka von drei Seiten, ohne dass diese der Town angehört.
Die Town of Wauzeka liegt im Süden des Crawford County und grenzt an folgende Nachbartowns:
| Town of Eastman                             |                                                     | Town of Marietta               |
| Town of Prairie du Chien Town of Bridgeport | Kompassrose, die auf Nachbargemeinden zeigt         | Town of Marion (Grant County)  |
| Town of Wyalusing (Grant County)            | Village of Wauzeka Town of Millville (Grant County) | Town of Woodman (Grant County) |

## Verkehr
Der Wisconsin State Highway 60 verläuft entlang des Wisconsin River, während durch den Osten des Gebiets der Town of Wauzeka in Nord-Süd-Richtung der Wisconsin State Highway 131 führt. Alle weiteren Straßen sind untergeordnete Landstraßen sowie teils unbefestigte Fahrwege.
Entlang des Wisconsin River verläuft für den Frachtverkehr eine Strecke der Wisconsin and Southern Railroad, die vom Mississippi nach Madison und von dort weiter nach Milwaukee führt.
Mit dem Boscobel Airport befindet sich rund 20 ostnordöstlich ein kleiner Flugplatz. Die nächsten Verkehrsflughäfen sind der Dubuque Regional Airport in Iowa (rund 115 km südlich), der La Crosse Regional Airport (rund 110 km nordnordwestlich) und der Dane County Regional Airport in Wisconsins Hauptstadt Madison (rund 140 km östlich).

## Bevölkerung
Nach der Volkszählung im Jahr 2010 lebten in der Town of Wauzeka 422 Menschen in 167 Haushalten. Die Bevölkerungsdichte betrug 3,9 Einwohner pro Quadratkilometer. In den 167 Haushalten lebten statistisch je 2,53 Personen.
Ethnisch betrachtet setzte sich die Bevölkerung zusammen aus 98,3 Prozent Weißen, 0,9 Prozent Afroamerikanern sowie 0,5 Prozent Asiaten; 0,2 Prozent stammten von zwei oder mehr Ethnien ab.
26,1 Prozent der Bevölkerung waren unter 18 Jahre alt, 58,0 Prozent waren zwischen 18 und 64 und 15,9 Prozent waren 65 Jahre oder älter. 46,2 Prozent der Bevölkerung war weiblich.
Das mittlere jährliche Einkommen eines Haushalts lag bei 38.158 USD. Das Pro-Kopf-Einkommen betrug 20.181 USD. 7,9 Prozent der Einwohner lebten unterhalb der Armutsgrenze.

## Ortschaften in der Town of Wauzeka
Neben Streubesiedlung existieren in der Town of Wauzeka keine weiteren Siedlungen.